# 奎納利亞 (古羅馬體積單位)
奎納利亞（拉丁語： Quinaria) 是古羅馬的體積單位。複數形式為奎納利耶 （拉丁語：Quinariae）。古羅馬水道的水量是以每五管鉛管（管徑d=2.3厘米）的倍數表示，因此Quinaria的原意為"五倍"，一根“5管”鉛管的供水量被定義為1奎納利亞。

為了將其轉換成現代的“流量單位”，需要估算一個普通羅馬水道的落差（表示水壓的水柱高度）。 1916 年，Claudio Di Fenizio 估計最小落差為 h=12 cm，為1奎納利亞=41.5 m 3 /天（0.48 L/sec）。有人則認為h=10 cm，在這種情況下，1奎納利亞則是 38 m 3 /天（0.44 L/sec）。根據這些論調，泰勒定調1奎納利亞為 32.8 m 3 /天（0.38 升/秒）  。

## 相關項目
- 古羅馬水道